# Twierdzenie Skorochoda
Twierdzenie Skorochoda – twierdzenie w teorii prawdopodobieństwa, które mówi, że ciąg słabo zbieżnych miar probabilistycznych, którego granica zachowuje się odpowiednio dobrze, może być przedstawiony jako ciąg rozkładów zbieżnych prawie na pewno zmiennych losowych, określonych na wspólnej przestrzeni probabilistycznej. Jego nazwa pochodzi od nazwiska sowieckiego matematyka Anatolija Skorochoda.

## Treść twierdzenia
Niech {\displaystyle (\mu _{n})_{n\in \mathbb {N} }} będzie ciągiem miar probabilistycznych w przestrzeni metrycznej {\displaystyle S} takim, że {\displaystyle \mu _{n}} zbiega słabo do pewnej miary {\displaystyle \mu } na {\displaystyle S} przy {\displaystyle n\to \infty .} Ponadto załóżmy, że nośnik {\displaystyle \mu } jest ośrodkowy. Wówczas istnieje ciąg zmiennych losowych {\displaystyle (X_{n})_{n\in \mathbb {N} }} określonych na przestrzeni probabilistycznej {\displaystyle (\Omega ,{\mathcal {F}},\mathbf {P} )} o wartościach w {\displaystyle S} takich, że {\displaystyle \mu _{n}} jest rozkładem zmiennej {\displaystyle X_{n}} dla każdego {\displaystyle n} oraz {\displaystyle X_{n}} zbiegają prawie na pewno do zmiennej {\displaystyle X} o rozkładzie {\displaystyle \mu .}

### Wersja twierdzenia dla(R,B(R)){\displaystyle (\mathbb {R} ,{\mathfrak {B}}(\mathbb {R} ))}
Jeśli {\displaystyle (\mu _{n})_{n\in \mathbb {N} }} jest ciągiem miar probabilistycznych na {\displaystyle (\mathbb {R} ,{\mathfrak {B}}(\mathbb {R} )),} zbieżnym słabo do miary {\displaystyle \mu ,} to istnieją zmienne losowe {\displaystyle X_{n}} i {\displaystyle X} określone na przedziale {\displaystyle (0,1)} z σ-ciałem zbiorów borelowskich i miarą Lebesgue′a o rozkładach odpowiednio {\displaystyle \mu _{n}} i {\displaystyle \mu ,} i takich, że {\displaystyle X_{n}(\omega )\to X(\omega )} dla każdego {\displaystyle \omega \in (0,1).}
Dowód:
Rozważmy dystrybuanty {\displaystyle F_{n}} oraz {\displaystyle F} odpowiadające miarom {\displaystyle \mu _{n}} i {\displaystyle \mu .} Dla {\displaystyle 0<\omega <1} określmy {\displaystyle X_{n}(\omega )=\inf\{x:\omega \leqslant F_{n}(x)\}} i analogicznie dla zmiennej {\displaystyle X.} Ponieważ {\displaystyle \omega \leqslant F_{n}(x)} wtedy i tylko wtedy, gdy {\displaystyle X_{n}(\omega )\leqslant x,} to
{\displaystyle \mathbb {P} \{\omega :X_{n}(\omega )\leqslant x\}=\mathbb {P} \{\omega :\omega \leqslant F_{n}(x)\}=F_{n}(x).}
Zatem zmienna losowa {\displaystyle X_{n}} ma dystrybuantę {\displaystyle F_{n};} analogicznie zmienna {\displaystyle X} ma dystrybuantę {\displaystyle F.}
Teraz pozostaje pokazać, że {\displaystyle X_{n}(\omega )\to X(\omega ).} Dla {\displaystyle \omega \in (0,1)} i danego {\displaystyle \varepsilon } wybierzmy takie {\displaystyle x,} że {\displaystyle X(\omega )-\varepsilon <x<X(\omega )} oraz {\displaystyle \mu \{x\}=0.} Wówczas {\displaystyle F(x)<\omega } oraz ze zbieżności {\displaystyle F_{n}\to F} wynika, że dla dostatecznie dużego {\displaystyle n} zachodzi {\displaystyle F_{n}(x)<\omega ,} a stąd {\displaystyle X(\omega )-\varepsilon <x<X_{n}(\omega ).} Zatem {\displaystyle \liminf X_{n}(\omega )\geqslant X(\omega ).} Jeśli {\displaystyle \omega <\omega '} i {\displaystyle \varepsilon } jest dodatnie, to wybierzmy takie {\displaystyle y,} dla którego {\displaystyle X(\omega ')<y<X(\omega ')+\varepsilon } i {\displaystyle \mu \{y\}=0.} Ponieważ {\displaystyle \omega <\omega '<F(X(\omega '))<F(y),} to {\displaystyle \omega \leqslant F_{n}(y)} dla dostatecznie dużych {\displaystyle n} i stąd {\displaystyle X_{n}(\omega )\leqslant y<X(\omega ')+\varepsilon .} Tak więc {\displaystyle \limsup X_{n}(\omega )\leqslant X(\omega '),} o ile {\displaystyle \omega <\omega '.} Zatem jeśli {\displaystyle X} jest ciągła w {\displaystyle \omega ,} to {\displaystyle X_{n}(\omega )\to X(\omega ).}
Ponieważ zmienna losowa {\displaystyle X} jest niemalejąca na przedziale {\displaystyle (0,1),} to może ona mieć co najwyżej przeliczalnie wiele punktów nieciągłości. W punktach tych przyjmijmy {\displaystyle X_{n}(\omega )=X(\omega )=0.} Wówczas istotnie {\displaystyle X_{n}(\omega )\to X(\omega )} dla każdego {\displaystyle \omega ,} a ponieważ zmienne {\displaystyle X_{n}} i {\displaystyle X} zostały zmienione na zbiorze miary 0, to ich rozkłady są równe {\displaystyle \mu _{n}} i {\displaystyle \mu .}